# العلاقات الغابونية السلوفينية
العلاقات الغابونية السلوفينية هي العلاقات الثنائية التي تجمع بين الغابون وسلوفينيا.

## مقارنة بين البلدين
هذه مقارنة عامة ومرجعية للدولتين:
| وجه المقارنة                                              | الغابون                        | سلوفينيا                                                      |
| --------------------------------------------------------- | ------------------------------ | ------------------------------------------------------------- |
| المساحة (كم2)                                             | 267.67 ألف                     | 20.27 ألف                                                     |
| عدد السكان (نسمة)                                         | 2.03 مليون                     | 2.07 مليون                                                    |
| الكثافة السكانية (ن./كم²)                                 | 7.58                           | 102.12                                                        |
| العاصمة                                                   | ليبرفيل                        | ليوبليانا                                                     |
| اللغة الرسمية                                             | لغة فرنسية                     | اللغة السلوفينية، اللغة الإيطالية، لغة مجرية                  |
| العملة                                                    | فرنك وسط أفريقي                | يورو، تولار سلوفيني                                           |
| الناتج المحلي الإجمالي (بليون دولار)                      | 14.62 مليار                    | 48.77 مليار                                                   |
| الناتج المحلي الإجمالي (تعادل القوة الشرائية) بليون دولار | 34.65 مليار                    | 66.01 مليار                                                   |
| الناتج المحلي الإجمالي الاسمي للفرد دولار أمريكي          | 8.27 ألف                       | 20.73 ألف                                                     |
| الناتج المحلي الإجمالي للفرد دولار أمريكي                 | 19.43 ألف                      | 30.40 ألف                                                     |
| مؤشر التنمية البشرية                                      | 0.684                          | 0.880                                                         |
| رمز المكالمات الدولي                                      | +241                           | +386                                                          |
| رمز الإنترنت                                              | .ga                            | .si                                                           |
| المنطقة الزمنية                                           | ت ع م+01:00، توقيت غرب أفريقيا | توقيت وسط أوروبا، ت ع م+01:00، ت ع م+02:00، أوروبا/ليوبليانا ‏ |

## منظمات دولية مشتركة
يشترك البلدان في عضوية مجموعة من المنظمات الدولية، منها:
| علم المنظمة | اسم المنظمة                               | تاريخ انضمام الغابون | تاريخ انضمام سلوفينيا |
| ----------- | ----------------------------------------- | -------------------- | --------------------- |
|             | يونسكو                                    | 16 نوفمبر 1960       | 27 مايو 1992          |
|             | الفريق المعني برصد الأرض                  | ?                    | ?                     |
|             | مؤسسة التمويل الدولية                     | 20 أكتوبر 1970       | 25 فبراير 1993        |
|             | المركز الدولي لتسوية المنازعات الاستشارية | 14 أكتوبر 1966       | 6 أبريل 1994          |
|             | منظمة حظر الأسلحة الكيميائية              | ?                    | ?                     |
|             | مؤسسة التنمية الدولية                     | 4 نوفمبر 1963        | 25 فبراير 1993        |
|             | منظمة التجارة العالمية                    | ?                    | ?                     |
|             | وكالة ضمان الاستثمار متعدد الأطراف        | 26 مارس 2003         | 19 مارس 1993          |
|             | الاتحاد البريدي العالمي                   | ?                    | ?                     |
|             | الاتحاد الدولي للاتصالات                  | 28 ديسمبر 1960       | 16 يونيو 1992         |
|             | منظمة الشرطة الجنائية الدولية             | ?                    | ?                     |
|             | الأمم المتحدة                             | 20 سبتمبر 1960       | 22 مايو 1992          |
|             | البنك الدولي للإنشاء والتعمير             | 10 سبتمبر 1963       | 25 فبراير 1993        |

## وصلات خارجية
- موقع وزارة الخارجية السلوفينية